# Rząd Leopolda Calvo-Sotelo

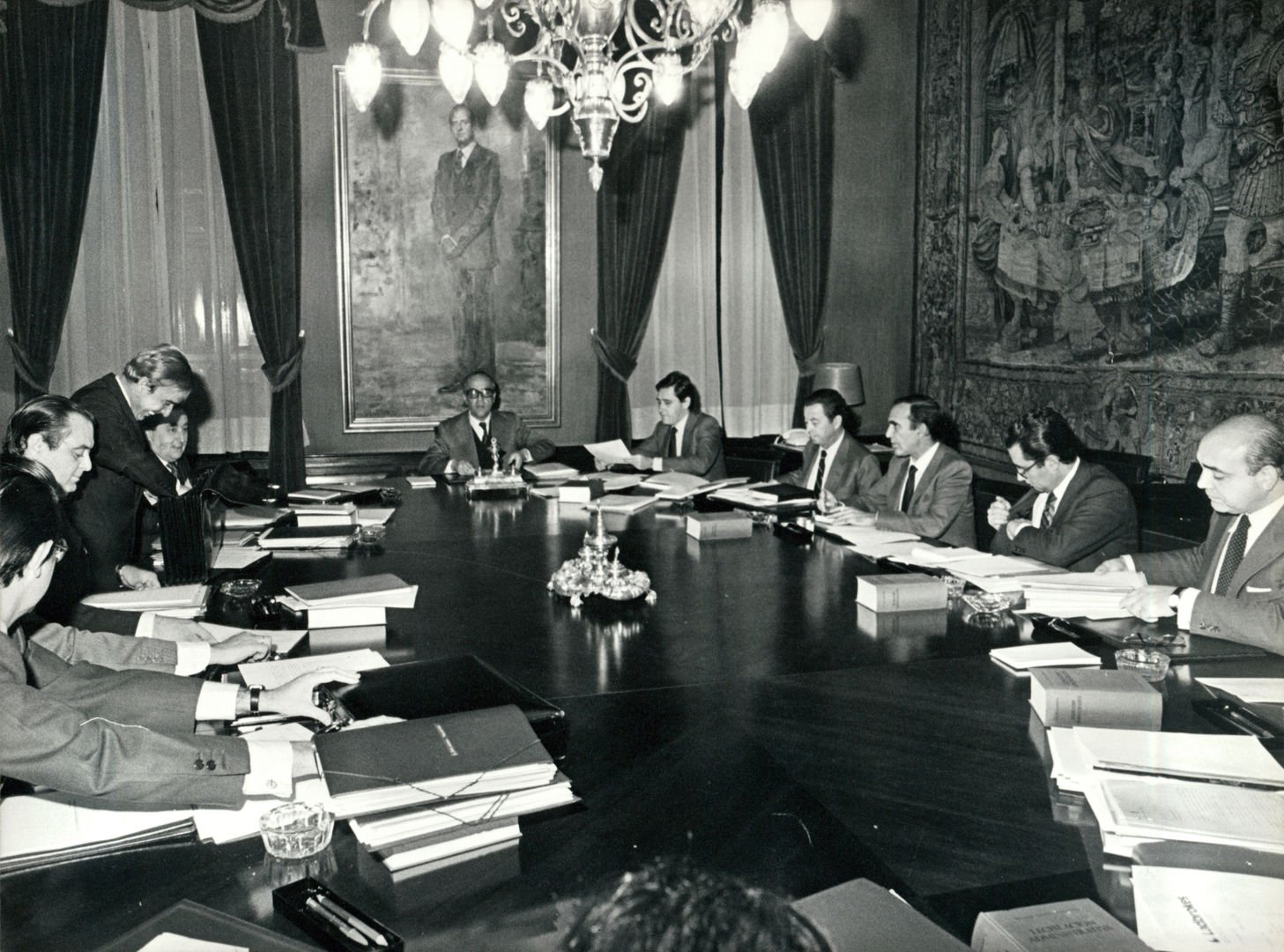
Obrady rządu Leopolda Calvo-Sotelo w 1981

Rząd Leopolda Calvo-Sotelo – rząd Królestwa Hiszpanii funkcjonujący od lutego 1981 do grudnia 1982.
Po wyborach w 1979, które wygrała Unia Demokratycznego Centrum (UCD), powstał trzeci rząd Adolfa Suáreza. Pod koniec stycznia 1981 premier podał się do dymisji, a kandydatem na jego następcę został Leopoldo Calvo-Sotelo (również z UCD). W głosowaniu w Kongresie Deputowanych z 20 lutego 1981 polityk nie uzyskał większości. Drugie głosowanie z 23 lutego tegoż roku zostało przerwane przez grupę puczystów pod przewodnictwem Antonia Tejero, którzy uzbrojeni wtargnęli na salę obrad niższej izby parlamentu. 25 lutego, dzień po upadku puczu, Leopoldo Calvo-Sotelo został zatwierdzony na urzędzie premiera. Przeprowadzone w następnym roku wybory parlamentarne zakończyły się zwycięstwem socjalistów i utworzeniem pierwszego rządu Felipe Gonzáleza.

## Skład rządu
- Premier: Leopoldo Calvo-Sotelo
- Pierwszy wicepremier: Rodolfo Martín Villa (do lipca 1982)
- Drugi wicepremier: Juan Antonio García Díez (do lipca 1982)
- Wicepremier: Juan Antonio García Díez (od lipca 1982)
- Minister spraw zagranicznych: José Pedro Pérez-Llorca
- Minister sprawiedliwości: Francisco Fernández Ordóñez (do sierpnia 1981), Pío Cabanillas (od sierpnia 1981)
- Minister spraw wewnętrznych: Juan José Rosón
- Minister obrony: Alberto Oliart
- Minister gospodarki i handlu: Juan Antonio García Díez
- Minister finansów: Jaime García Añoveros
- Minister robót publicznych i urbanistyki: Luis Ortiz González
- Minister transportu, turystyki i komunikacji: José Luis Álvarez (do grudnia 1981), Luis Gámir (od grudnia 1981)
- Minister edukacji, szkolnictwa wyższego i badań naukowych: Juan Antonio Ortega y Díaz-Ambrona (do grudnia 1981)
- Minister edukacji i nauki: Federico Mayor Zaragoza (od grudnia 1981)
- Minister kultury: Íñigo Cavero (do grudnia 1981), Soledad Becerril (od grudnia 1981)
- Minister pracy, zdrowia i ochrony socjalnej: Jesús Sancho Rof (do grudnia 1981)
- Minister pracy i ochrony socjalnej: Santiago Rodríguez-Miranda (od grudnia 1981)
- Minister zdrowia i konsumentów: Manuel Núñez Pérez (od grudnia 1981)
- Minister przemysłu i energii: Ignacio Bayón
- Minister rolnictwa: Jaime Lamo de Espinosa (do maja 1981)
- Minister rolnictwa i rybołówstwa: Jaime Lamo de Espinosa (od maja do grudnia 1981)
- Minister rolnictwa, rybołówstwa i żywności: José Luis Álvarez (od grudnia 1981 do września 1982), José Luis García Ferrero (od września 1982)
- Minister administracji terytorialnej: Rodolfo Martín Villa (do grudnia 1981), Rafael Arias-Salgado (od grudnia 1981 do lipca 1982), Luis Manuel Cosculluela Montaner (od lipca 1982)
- Minister ds. prezydencji: Pío Cabanillas (do sierpnia 1981), Matías Rodríguez Inciarte (od sierpnia 1981)
- Minister delegowany przy premierze: Jaime Lamo de Espinosa (od grudnia 1981 do lipca 1982)